# Danielle Prince
Pour les articles homonymes, voir Prince.
Danielle Mia Prince, née le 12 juin 1992 à Brisbane, est une gymnaste rythmique australienne.

## Carrière
Elle remporte aux Jeux du Commonwealth de 2010 la médaille d'or par équipes et aux Jeux du Commonwealth de 2018 le bronze par équipes. Elle obtient aux Pacific Rim Championships de 2016 trois médailles de bronze (ballon, massues et ruban).